# Kayano Shigeru
Kayano Shigeru (jap. 萱野 茂, Kayano Shigeru; * 1926 in Biratori auf Hokkaidō; † 6. Mai 2006 in Sapporo) war einer der wenigen muttersprachlichen Sprecher der Ainu-Sprache und ein bedeutender Forscher der Ainu-Kultur. Er war Gründer und langjähriger Leiter des Ainu-Kulturmuseums Nibutani in Nibutani, Hokkaidō, wodurch er zu einem wichtigen Anwalt der Kultur und Tradition seines Volkes wurde. Als erster Ainu war er im japanischen Oberhaus vertreten (1994–1998). Seit sich 1996 die Sozialistische Partei Japans in die Sozialdemokratische Partei und die Demokratische Partei Japans aufgespalten hatte, war er bis zu seinem Tod Mitglied der Demokratischen Partei.

## Werke (Auswahl)
In seinen Werken hat sich Kayano intensiv mit der Ainu Kultur auseinandergesetzt. Hier ist eine Auswahl seiner ins Englische übersetzten Werke.
- The romance of the bear god. Taishukan Pub. Co, 1985, ISBN 978-4-46921-124-5
- Our land was a forest : An Ainu Memoir Westview Press, 1994, ISBN 978-0-8133-1880-6
- Ainu: A Story of Japan's Original People Tuttle Publishing, 2004, ISBN 978-0-8048-3511-4; Kinderbuch
- The Ainu and the fox, R I C Pubns Asia Co Inc, 2006, ISBN 978-1-74126-053-3; Kinderbuch
- The Goddess of the Wind and Okikurmi übersetzt von K. Selden, In The Asia-Pacific Journal. Japan Focus 9, 43, 2, 24. Oktober 2011; Text des Kinderbuchs

| Personendaten    | Personendaten                        |
| ---------------- | ------------------------------------ |
| NAME             | Kayano, Shigeru                      |
| ALTERNATIVNAMEN  | 萱野 茂 (japanisch)                  |
| KURZBESCHREIBUNG | japanischer Forscher der Ainu-Kultur |
| GEBURTSDATUM     | 1926                                 |
| GEBURTSORT       | Biratori auf Hokkaidō                |
| STERBEDATUM      | 6. Mai 2006                          |
| STERBEORT        | Sapporo                              |